# Richard Allan (homme politique)
Pour les articles homonymes, voir Richard Allan et Allan.
Richard Beecroft Allan, baron Allan de Hallam (né le 11 février 1966), est un homme politique britannique et un pair à vie. Il est député libéral démocrate de Sheffield Hallam de 1997 à 2005.
Il est nommé pair à vie lors des distinctions honorifiques de dissolution de 2010.

## Jeunesse
Allan est né à Sheffield. Il fréquente Oundle School dans le nord-est du Northamptonshire. Il étudie au Pembroke College, Cambridge et obtient un BA en archéologie et anthropologie en 1988. À Bristol Polytechnic, il obtient une maîtrise en technologie de l'information en 1990. Il est archéologue de terrain en Grande-Bretagne, en France et aux Pays-Bas en 1984–85, et en Équateur en 1988–89. Il est directeur informatique chez Avon FHSA en 1991-1997.

## Carrière parlementaire
En 1997, Allan bat Irvine Patnick du Parti conservateur avec une majorité de 8 221 voix avec un swing de 15,3 %. Il est seulement le deuxième non-conservateur à gagner Sheffield Hallam et le premier depuis 1918. En 2001, il est réélu avec une majorité accrue de 9 347 voix. Au cours de son mandat, Allan est membre de plusieurs comités, et est président du Comité spécial de l'information de la Chambre des communes et siège au Comité spécial de liaison de la Chambre des communes. Richard Allan est le président fondateur de la campagne du Parthénon 2004 pour le retour des marbres du Parthénon.
Allan ne se représente pas aux élections générales de 2005. Il est remplacé par le futur chef Lib Dem et vice-premier ministre Nick Clegg, pour qui il est directeur de campagne.
Le 22 juillet 2010, il est créé pair à vie en tant que baron Allan de Hallam, d'Ecclesall, Sheffield, dans le comté de Yorkshire du Sud, et est présenté à la Chambre des lords le 26 juillet 2010 où il siège en tant que pair libéral démocrate.

## Fin de carrière et travail de lobbyiste
En juin 2009, Allan est nommé directeur des Affaires publiques de Facebook en Europe, après avoir été chargé des « affaires gouvernementales » de Cisco Systems UK. 
En janvier 2012, il est appelé à témoigner dans l'enquête Leveson sur l'attitude de Facebook à l'égard de l'affichage malveillant et de la vie privée. Après la manipulation des intentions de vote par Cambridge Analytica et AggregateIQ qui s'est faite à partir des données de 87 millions de comptes Facebook et avec la complicité de Facebook, manipulation ayant conduit au Brexit, Richard Allan sera ensuite appelé comme témoin dans l'enquête du Parlement européen sur le scandale Facebook-Cambridge Analytica où selon la députée européenne Molly Scott Cato Allan a reconnu que « les fausses nouvelles d'une personne sont le discours politique d'une autre personne ».
Il est également membre invité de l'Oxford Internet Institute et vice-président du Comité britannique pour la réunification des marbres du Parthénon.

## Vie privée
Allan épouse Louise Netley le 25 mai 1991 à Bath, Somerset. Ils sont séparés depuis et Allan a des filles jumelles avec sa partenaire actuelle.